# المركز الوطني للتعليم والاقتصاد
المركز الوطني للتعليم والاقتصاد (NCEE) هو منظمة غير ربحية معنية بتحليل السياسة والتطوير ومقرها واشنطن العاصمة. وقام بتشكيل المركز رئيسه الحالي مارك تاكر لتحقيق مهمته المحددة وهي: «تحليل عقبات التغييرات في الاقتصاد الدولي للتعليم الأمريكي ووضع جدول أعمال للتعليم الأمريكي بالاعتماد على ذلك التحليل والسعي بقدر الإمكان لإنجاز جدول الأعمال ذلك من خلال تغيير السياسة وتطوير الموارد التي يحتاجها التربويون لتحقيق ذلك». [1]
وأنشأ المركز الوطني للتعليم والاقتصاد في عام 1989 الحلف الوطني لإعادة هيكلة التعليم (NARE) الذي كان يهدف إلى تعزيز أداء الطالب في المناطق الحضرية الكبيرة والدول التقدمية من خلال إصلاح التعليم القائم على المعايير. وأسس المركز الوطني للتعليم والاقتصاد في نفس العام اللجنة الثنائية الحزبية لمهارات القوى العاملة الأمريكية وبعد مرور عام من هذا التاريخ استحدثت المنظمة تقرير اختيار أمريكا: مهارات رفيعة أم أجور منخفضة! [2]
وأنشأ المركز الوطني للتعليم والاقتصاد في عام 1992 بالتعاون مع 23 دولةً و6 مدن مشروع المعايير الجديدة. وكان هدف المعايير الجديدة هو تطوير معايير للمواد الأساسية في المناهج الدراسية ومعايير التعليم المطبقة إلى جانب وسائل التقييم الجديدة المصممة لقياس تلك المعايير باستخدام مهام أداء جديدة ومتقدمة تشبه مشكلات العالم الحقيقي إلى حد كبير، وبالتالي توفر نصا غنيا يمكن للطلاب من خلاله إثبات معرفتهم ومهاراتهم [3].
وبعد مرور ست سنوات وفي عام 1998، أنشأ المركز الوطني للتعليم والاقتصاد برنامج التصميم المدرسي لاختيار أمريكا بالاعتماد على عمل الحلف الوطني لإعادة هيكلة التعليم والمعايير الجديدة.[2] ويوفر البرنامج حلولاً وبرامج للتدخل التعليمي المدرسي تعتمد على البحث للولايات والمناطق والمدارس. وفي عام 2010، حصلت شركة بيرسون على اختيار أمريكا من المركز الوطني للتعليم والاقتصاد؛ بهدف جلب نموذج اختيار أمريكا لسوقٍ عالمي النطاق [4].
وأسس المركز الوطني للتعليم والاقتصاد في عام 1999 المعهد الوطني للقيادة المدرسية وهو برنامج مُصمم لتدريب مديري المدارس من أجل مدارس أعلى أداءً. وقد قدم المعهد خدمات لأكثر من 3.800 مدير في 14 ولايةً واعتُمد باعتباره برنامج التطوير المهني الأساسي على مستوى الولاية في كل من ماساتشوستس وبنسيلفانيا.[5] ويقدم المعهد الوطني للقيادة المدرسية الآن برامج تطوير مهني أخرى تُركز على قضايا محددة مثل الطفولة المبكرة ومتعلمي اللغة الإنجليزية والتميز في مجال العلم والطلاب ذوي الإعاقة.
ويُعد برنامج تحسين المدارس؛ البرنامج الأكثر حداثةً للمركز الوطني للتعليم والاقتصاد وهو برنامج أنظمة لجنة الامتحانات وهو مبادرة لزيادة عدد الطلاب المتخرجين من الثانوية العامة والذين يستعدون للدراسة الجامعية.[1] ويوفر هذا البرنامج نظامًا للامتحانات يتماشى مع المنهج الدراسي والتطوير المهني للمعلم الذي تم تقييمه مقارنةً بالمعايير العالمية. وستتم تجربة البرنامج ابتداءً من خريف عام 2011 في العديد من الولايات بما في ذلك كونيكتيكت وكنتاكي ومسيسيبي وأريزونا. وقد تم اعتماد أربع منظمات لتقديم أنظمة لجنة الامتحانات من خلال البرنامج التجريبي وهي: جوهر جودة اختبار الكلية الأمريكي (ACT-Quality Core) [6] وامتحانات جامعة كامبريدج الدولية (كامبريدج آي جي سي إس إيه وكامبريدج المتقدمة) والبكالوريا الدولية (برنامج دبلومة البكالوريا الدولية)، ولجنة الكلية (برنامج توظيف متقدم).
1. 1 2 3  GRID Release 2017-05-22 (ط. 2017-05-22)، 22 مايو 2017، DOI:10.6084/M9.FIGSHARE.5032286، QID:Q30141628
2. ↑  "معلومات عن المركز الوطني للتعليم والاقتصاد على موقع grid.ac". grid.ac. مؤرشف من الأصل في 2019-12-12.
3. ↑  "معلومات عن المركز الوطني للتعليم والاقتصاد على موقع trove.nla.gov.au". trove.nla.gov.au. مؤرشف من الأصل في 2019-12-12.

## وصلات خارجية
[1] Official NCEE website 

[2] America’s Choice History 

[3] National Council of Teachers of Mathematics 

[4] America’s Choice Press Release 

[5] NISL 

[6] ACT-Quality Core